# The Cleaner
The Cleaner (en español, El Limpiador) es una serie de televisión del género comedia de situación, creada, escrita y protagonizada por Greg Davies para el canal de televisión británico, BBC One. Es una adaptación de la serie de comedia alemana Der Tatortreiniger; y fue estrenada el 10 de septiembre de 2021. Tras el éxito de la primera temporada, realizó un especial navideño el 23 de diciembre de 2022. Además, fue renovada por una segunda temporada estrenada el 24 de marzo de 2023 y por una tercera temporada.

## Sinopsis
Paul "Wicky" Wickstead, un técnico de limpieza certificado por el gobierno, es responsable de la eliminación de cualquier signo de muerte, lesión u otros desechos con riesgo biológico de las escenas del crimen. Cuando la policía ha hecho su trabajo, él entra armado con lo último en productos de saneamiento y se pone manos. Su trabajo le pone en contacto cada día con gente de todo tipo, desde los que conocían a las víctimas hasta los que creían conocerlas y, en ocasiones, incluso a los mismos asesinos. Pero su personalidad charlatana, inocente y extrovertida le lleva a pasar más horas cotilleando que limpiando.

## Reparto

### Protagonista
- Greg Davies como Paul "Wicky" Wickstead, un limpiador de las escneas del crimen.
- Zita Sattar como Ruth, una oficial de policía y amiga de Wicky.

### Invitado especial
| - Helena Bonham Carter como Sheila. - Shobu Kapoor como Neeta. - Georgie Glen como Señora Gathernoid. - David Mitchell como Terence Redford. - Ruth Madeley como Helena. - Stephanie Cole como Vivienne Hosier. - Donald Sumpter como Señor James. - Layton Williams como 'Hosea' (Bernard). - Jo Hartley como Maggie. - Jame Lewis como Barbara Chant. - Sam Ward como Gareth. - Esmonde Cole como Tony. - Barry Castagnola como Weasel. | - Sian Gibson como madre de Wicky. - James Bolam como padre de Wicky. - Robbie Curran como Robert Kendrick. - Zoe Wanamaker como Lucille. - Harriet Walter como Lisa. - Simon Callow como Mr. Abahassine. - Asim Chaudhry como Kai. - Steve Pemberton como Donald. - Gemma Whelan como Lara. - Philippa Dunne como Margaret. - Paula Wilcox como Sue. - Conleth Hill como Brennan. - Sharon Rooney como Sue / Mrs. Barton / Tippy / Cook / Jibbers / John Church / Lady Rice Phillips. - Rebekah Staton como Vivien Mammot - Chaneil Kular como Manish. |

## Episodios
| Temporada | Temporada           | Episodios           | Episodios           | Emisión original         | Emisión original        |
| Temporada | Temporada           | Episodios           | Episodios           | Primera emisión          | Última emisión          |
| --------- | ------------------- | ------------------- | ------------------- | ------------------------ | ----------------------- |
|           | 1                   | 6                   | 6                   | 10 de septiembre de 2021 | 16 de octubre de 2021   |
|           | Especial de navidad | Especial de navidad | Especial de navidad | 13 de diciembre de 2022  | 13 de diciembre de 2022 |
|           | 2                   | 6                   | 6                   | 24 de marzo de 2023      | 28 de abril de 2023     |
|           | 3                   | 6                   | 6                   | 4 de octubre de 2024     | 8 de noviembre de 2024  |

### Temporada 1 (2021)
| N.º en serie | N.º en temp. | Título           | Dirigido por | Escrito por | Fecha de emisión original | Audiencia (millones) |
| ------------ | ------------ | ---------------- | ------------ | ----------- | ------------------------- | -------------------- |
| 1            | 1            | «The Widow»      | Tom Marshall | Greg Davies | 10 de septiembre de 2021  | 3.42                 |
| 2            | 2            | «The Writer»     | Tom Marshall | Greg Davies | 17 de septiembre de 2021  | 3.02                 |
| 3            | 3            | «The Neighbour»  | Tom Marshall | Greg Davies | 24 de septiembre de 2021  | 2.94                 |
| 4            | 4            | «The Aristocrat» | Tom Marshall | Greg Davies | 1 de octubre de 2021      | 3.24                 |
| 5            | 5            | «The Influencer» | Tom Marshall | Greg Davies | 8 de octubre de 2021      | 3.12                 |
| 6            | 6            | «The One»        | Tom Marshall | Greg Davies | 16 de octubre de 2021     | 3.11                 |

### Especial de Navidad (2022)
| N.º en serie | N.º en temp. | Título              | Dirigido por       | Escrito por                | Fecha de emisión original | Audiencia (millones) |
| ------------ | ------------ | ------------------- | ------------------ | -------------------------- | ------------------------- | -------------------- |
| 7            | 1            | «A Clean Christmas» | Dominic Brigstocke | Greg Davies y Ronan Blaney | 23 de diciembre de 2022   | 3.17                 |

### Temporada 2 (2023)
| N.º en serie | N.º en temp. | Título            | Dirigido por       | Escrito por                    | Fecha de emisión original | Audiencia (millones) |
| ------------ | ------------ | ----------------- | ------------------ | ------------------------------ | ------------------------- | -------------------- |
| 8            | 1            | «The Transaction» | Tom Marshall       | Greg Davies y Meg Salter       | 24 de marzo de 2023       | 3.04                 |
| 9            | 2            | «The Clown»       | Tom Marshall       | Greg Davies y Paul Allen       | 31 de marzo de 2023       | —                    |
| 10           | 3            | «The Nightshift»  | Tom Marshall       | Greg Davies                    | 7 de abril de 2023        | —                    |
| 11           | 4            | «The Shaman»      | Tom Marshall       | Greg Davies y Barry Castagnola | 14 de abril de 2023       | —                    |
| 12           | 5            | «The Statue»      | Tom Marshall       | Greg Davies y Mike Wozniak     | 21 de abril de 2023       | —                    |
| 13           | 6            | «The Dead End»    | Dominic Brigstocke | Greg Davies y Paul Allen       | 28 de abril de 2023       | —                    |

### Temporada 3 (2024)
| N.º en serie | N.º en temp. | Título            | Dirigido por | Escrito por | Fecha de emisión original | Audiencia (millones) |
| ------------ | ------------ | ----------------- | ------------ | ----------- | ------------------------- | -------------------- |
| 14           | 1            | «The Reunion»     | Tom Marshall | Greg Davies | 4 de octubre de 2024      | 2.80                 |
| 15           | 2            | «The Baby»        | Tom Marshall | Greg Davies | 11 de octubre de 2024     | 2.55                 |
| 16           | 3            | «The Committee»   | Tom Marshall | Greg Davies | 18 de octubre de 2024     | —                    |
| 17           | 4            | «The Lighthouse»  | Tom Marshall | Greg Davies | 25 de octubre de 2024     | —                    |
| 18           | 5            | «The Housekeeper» | Tom Marshall | Greg Davies | 1 de noviembre de 2024    | —                    |
| 19           | 6            | «The Weeding»     | Tom Marshall | Greg Davies | 8 de noviembre de 2024    | —                    |